# Keto-enoltautomerie

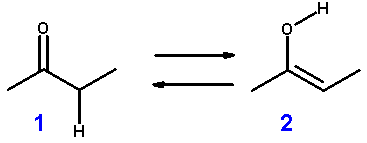
Keto-enoltautomerie: 1 is de keto-, 2 de enolvorm

Keto-enoltautomerie is een vorm van tautomerie waarbij een keton of aldehyde reversibel kan worden omgezet in een enol. Tautomeervorming is mogelijk op voorwaarde dat naast de functionele groep (het keton) een koolstofatoom met minstens één gebonden waterstof ligt. Dit waterstofatoom is dan het verplaatsbare proton.
Het principe van keto-enoltautomerie werd in 1880 vastgesteld en geformuleerd door Emil Erlenmeyer.

## Mechanisme: van enol- naar ketovorm
Het mechanisme bestaat uit twee stappen. In elke stap vindt een protontransfer plaats. Laat ons vertrekken van een enol, dit is een alcohol waarvan de koolstof die de hydroxylgroep draagt ook deel uitmaakt van een dubbele binding. 
- Stap 1: Wanneer het enol in waterige zure oplossing komt, kan de dubbele binding geprotoneerd worden, door een afname van een proton van een hydronium ion. Hierbij ontstaat een carbokation.
- Stap 2: Vervolgens wordt een proton verplaatst van de zuurstof van hydroxyl naar de zuurstof van water. Het keton is nu gevormd.

## Mechanisme: van keto- naar enolvorm
Het mechanisme bestaat uit twee stappen, met telkens een protontransfer. Omzetten van een keto naar enol (enolisatie) in waterige oplossing, kan zowel base-gekatalyseerd als zuur-gekatalyseerd plaatsgrijpen.

## Stabiliteit
De hoeveelheid enol aanwezig in het mengsel, wordt de enolinhoud genoemd. Deze is redelijk laag voor eenvoudige ketonen. Dit wijst op kleine evenwichtsconstanten, of weinig vorming van het enol. De ketovorm is door de dubbele binding tussen zuurstof en koolstof stabieler dan het enol. Vooral het verlies van de vrije draaibaarheid om de koolstof-koolstof-binding (entropieverlies) blokkeert bij de eenvoudige ketonen de enolvorming. Bij cyclische ketonen ligt het evenwicht al verder naar de enolkant omdat daarin de vrije draaibaarheid toch al niet bestaat. Ook de vorming van een intramoleculaire waterstofbrug is enolbevorderend. Voor complexere moleculen kan enol bijna even stabiel of stabieler zijn dan het keton. De gevormde structuur moet dan het enol extra stabiliseren. Voorbeelden zijn fenolen, bèta-ketoesters en bèta-diketonen. Bij enolvorming zorgt de vorming van een geconjugeerd systeem - een vrije elektronenpaar van zuurstof conjugeert mee in de dubbele band tussen de koolstofatomen - en gunstige energieverandering.